# Hendrikus Albertus Lorentz

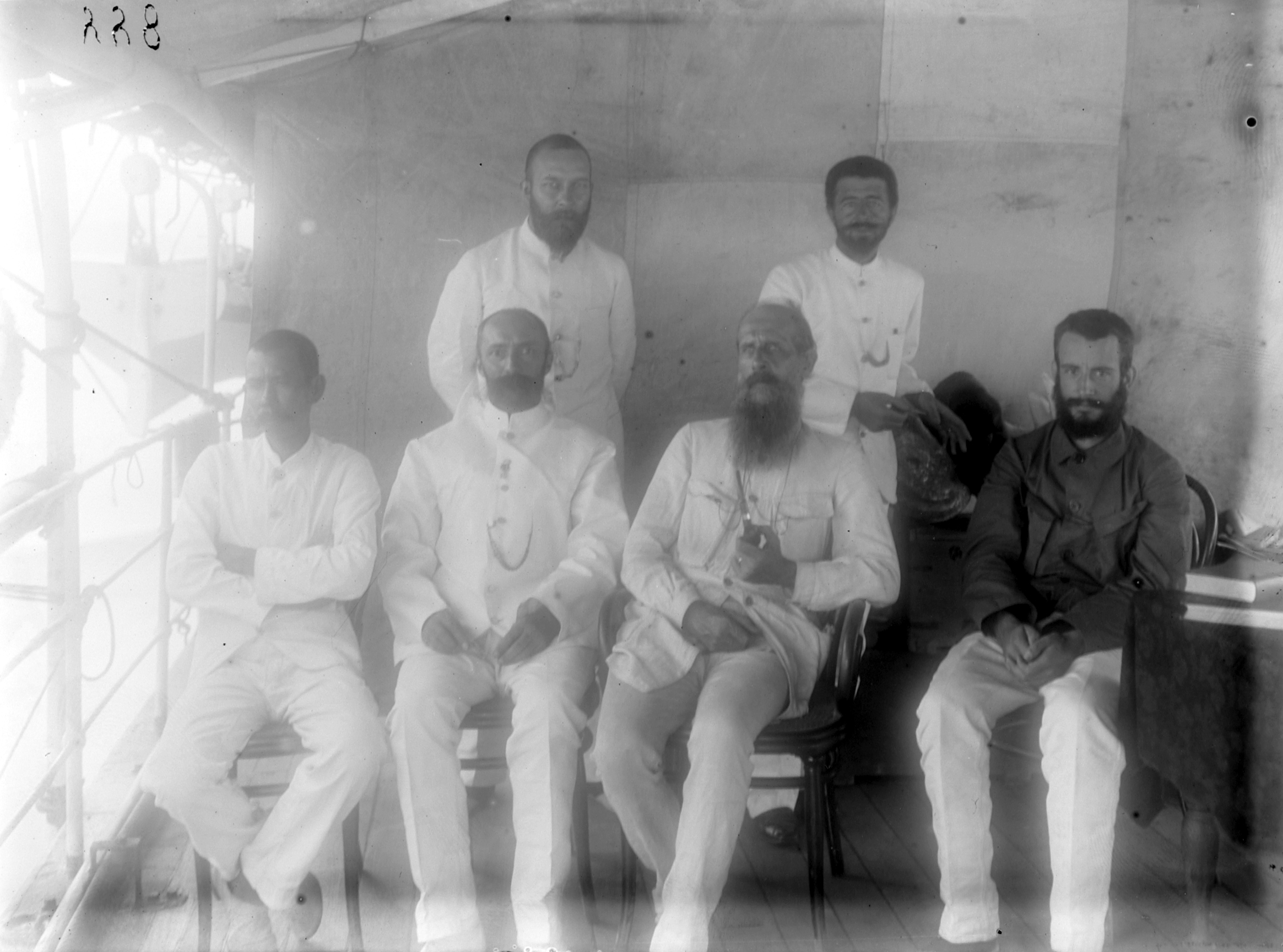
Groepsportret van de Noord-Nieuw-Guinea-expeditie (1903). Lorentz (toen 32 jaar) staat linksachter.

Hendrikus Albertus Lorentz (Oudewater, 18 september 1871 - Klerksdorp (Zuid-Afrika), 2 september, 1944) was een expeditieleider in Nederlands-Nieuw-Guinea en diplomaat in Zuid-Afrika.
Lorentz, zoon van een naar Nederland teruggekeerde tabaksplanter in Oost-Java, studeerde rechten en biologie aan de Rijksuniversiteit Utrecht. Door zijn familie en een uitgebreid persoonlijk netwerk raakte hij gefascineerd door het nog vrijwel onbekende Nieuw-Guinea. In 1903 kon hij deelnemen aan de Noord-Nieuw-Guinea-expeditie die onder leiding stond van de Duitse geoloog C.E.A. Wichmann. Over deze reis publiceerde hij een vlot geschreven verslag voor een breed lezerspubliek. In 1907 leidde hij zelf een expeditie die bekend is geworden als Eerste Zuid-Nieuw-Guinea-expeditie; van 1909 tot 1910 was hij de leider van de zogenaamde Tweede Zuid-Nieuw-Guinea-expeditie. Deze twee expedities worden in de exploratieliteratuur ook vaak naar hem genoemd: de Lorentz-expedities. Over de tweede expeditie schreef Lorentz eveneens een boek. De drie expedities werden georganiseerd en financieel ondersteund door de Maatschappij ter Bevordering van het Natuurkundig Onderzoek der Nederlandsche Koloniën.
Na zijn reizen naar Nieuw-Guinea ging hij in diplomatieke dienst. Na een tijdlang gestationeerd te zijn geweest in Kopenhagen werd hij in 1916 benoemd tot viceconsul in Kaapstad, Zuid-Afrika. In 1921 werd hij bevorderd tot consul-generaal in Pretoria. Lorentz bevorderde de Nederlandse handel met Zuid-Afrika en verleende bijstand aan Nederlandse immigranten die in die jaren zich massaal in Zuid-Afrika vestigden. Hij was directeur van het "Nederlands Cultuurhistories Instituut" te Pretoria en voorzitter van het "Nederland - Zuid-Afrika Comité". De jaren na zijn pensioen in 1937 woonde hij met zijn vrouw en kinderen op zijn boerderij in Klerksdorp, waar hij ook overleed.

## Topografische bijzonderheden
Een van de vele rivieren die in het bergland van Nieuw-Guinea ontspringt en uitstroomt in de zuidelijke Arafurazee, heette in het Nederlandse koloniale tijdperk eerst voor een korte tijd de Noordrivier en daarna de Lorentzrivier. Na de overdracht van Nederlands-Nieuw-Guinea aan Indonesië werden vrijwel alle topografische namen die aan het Nederlandse verleden refereerden vervangen. Sindsdien heet de Lorentz in Indonesië de Unir (of Undir). Hij mondt uit in de Flamingobaai (Teluk Flamingo). Het Nationaal Park Lorentz draagt nog wél de naam van Hendrik Lorentz in het Indonesisch: Taman Nasional Lorentz. Het staat sinds 1999 op de Werelderfgoedlijst van de Unesco.

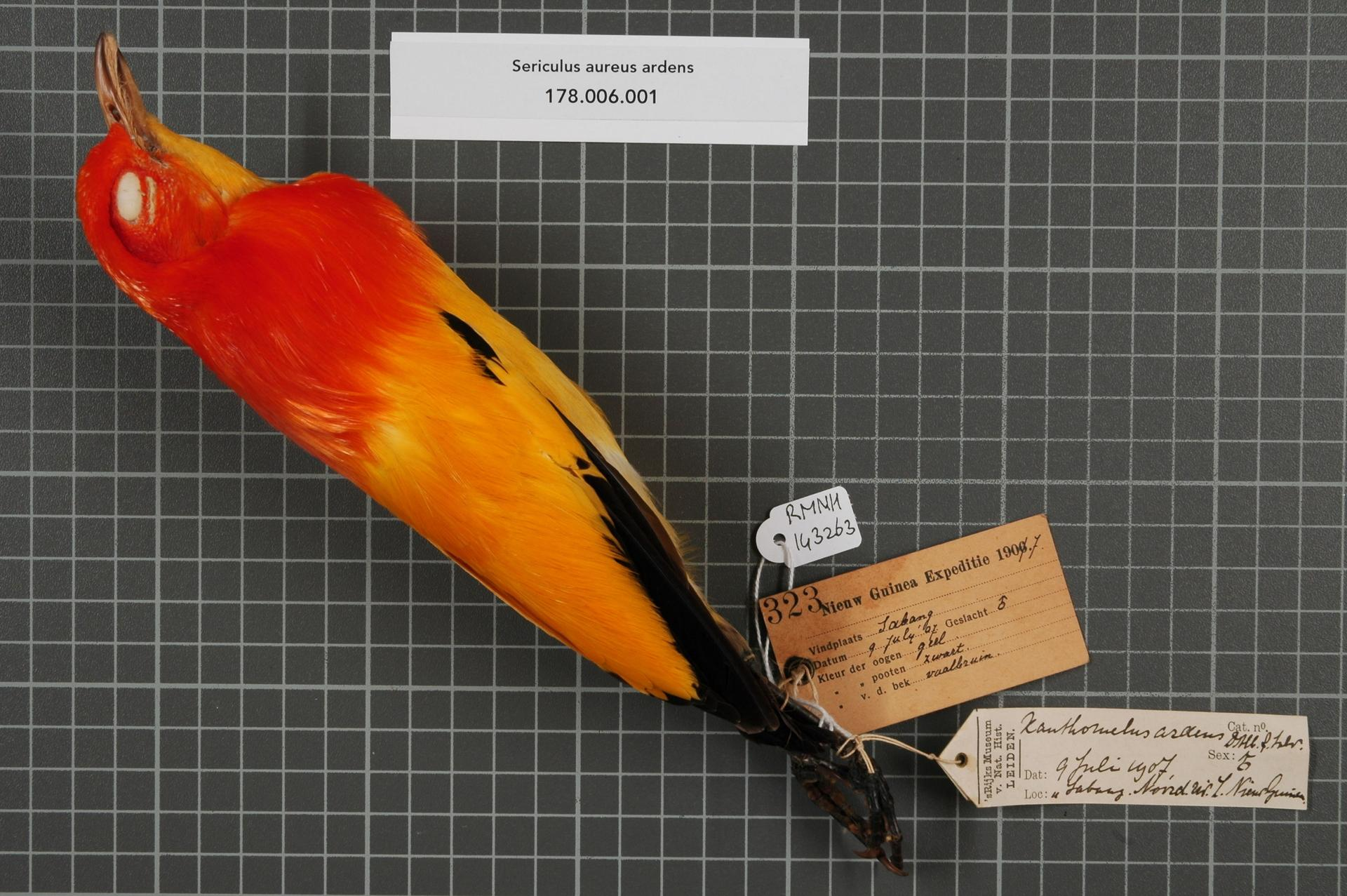
Oranje prieelvogel (Sericulus ardens) balg opgestuurd door Lorentz uit Zuidelijk Nieuw Guinea in 1907. Beschreven als: Xanthomelus ardens later ook als ondersoort te boek:Sericulus aureus ardens.
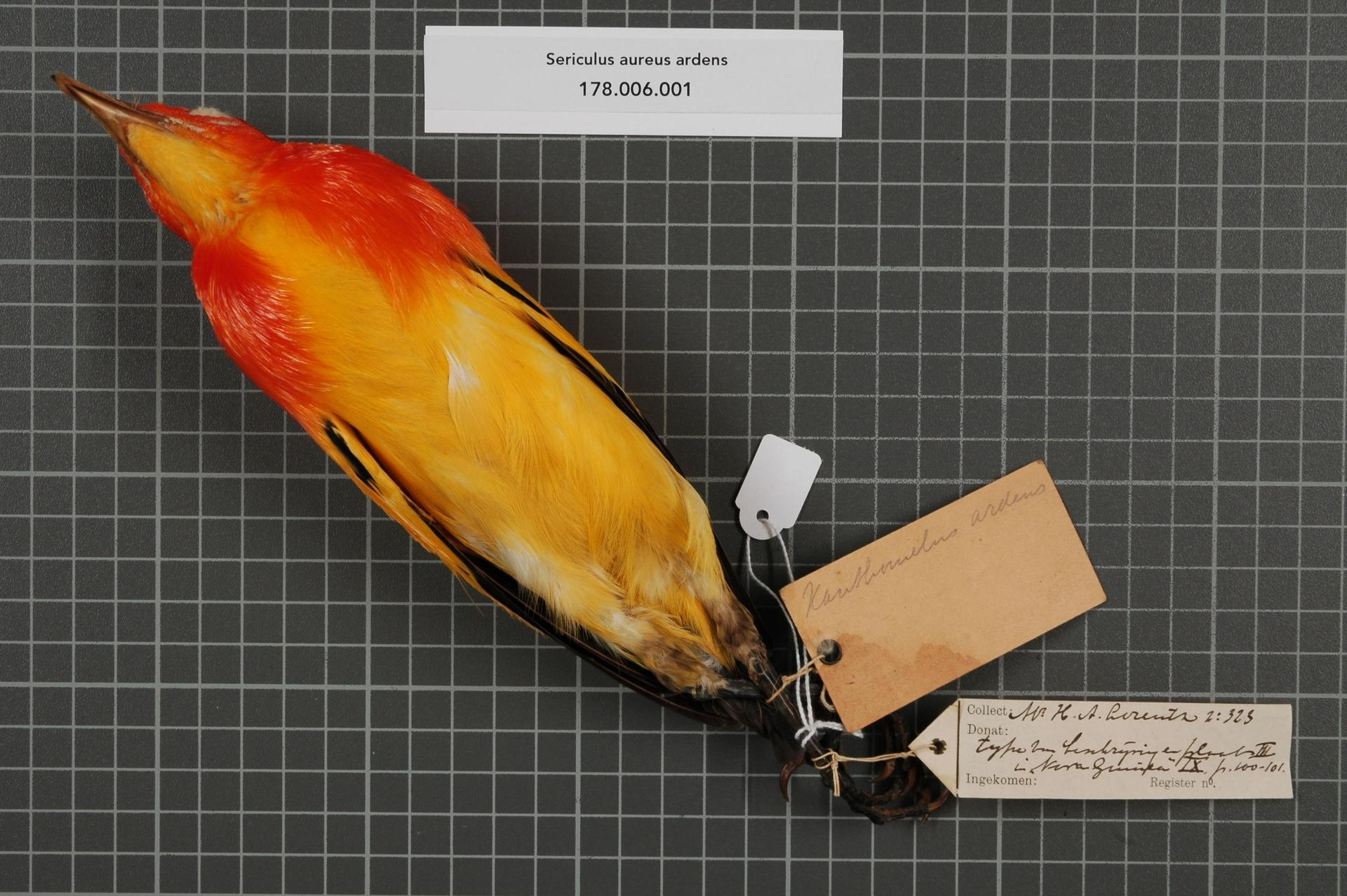
Idem, andere zijde

## Over Lorentz
- Ballard, Chris, Steven Vink and Anton Ploeg, "Race to the Snow; Photography and the Exploration of Dutch New Guinea, 1907-1936". Amsterdam: KIT Publishers, 2001.
- Duuren, David van en Steven Vink, 'Hendrikus Albertus Lorentz (1871-1944)', in: David van Duuren, Oceania at the Tropenmuseum. Amsterdam: KIT Publishers, 2011, p. 66.
- Schepers, J.H.G., "In Memoriam mr. H.A. Lorentz". Tijdschrift van het Koninklijk Aardrijkskundig Genootschap 63, 1946, pp. 1–7.
- Troelstra, Anne, 'Lorentz in Noord-Nieuw-Guinea', hfdst. 7 in Anne Troelstra (ed), Van Spitsbergen naar Suriname. Amsterdam/Antwerpen: Atlas, pp. 279–302.

- Bibliothèque nationale de France: cb102792569 (data)
- Author citation (botany): H.Lorentz
- Gemeinsame Normdatei: 1191856682
- International Standard Name Identifier: 0000 0000 7247 0598
- Library of Congress Control Number: no2007021067
- Nederlandse Thesaurus van Auteursnamen: 072525045
- Système universitaire de documentation: 149945507
- Virtual International Authority File: 66242565
- WorldCat: E39PBJpytHXxTXvKWpR9XKwjYP